# Wellesley Douglass Studholme Brownrigg
Sir Wellesley Douglass Studholme Brownrigg, britanski general, * 1886, † 1946.